# Рипеозавр
Рипеозавр (лат. Rhipaeosaurus tricuspidens, от др.-греч. Ῥῑπαῖος σαῦρος — рипейский ящер и лат. tricuspidens — трёхвершиннозубый) — вид парарептилий-анапсид из отряда проколофономорф. Единственный вид в роде Rhipaeosaurus.

## История изучения
Новые вид и род описаны И. А. Ефремовым в 1940 году по голотипу PIN 164/2, представляющему собой трёхмерный скелет, найденный в среднепермских отложениях (268—265 млн лет назад) около Белебея (Башкирия, Россия). Входит в состав пресноводной ассоциации Очёрского комплекса.
Большинство учёных относят род к отряду проколофономорф, а вот систематика на уровнях семейства — подотряда не устоялась: его относят либо к отдельному семейству Rhipaeosauridae из клады парейазавров (Pareiasauria) или надсемейства Nycteroleteroidea, либо к семейству никтеролетерид (Nycteroleteridae) из клад Ankyramorpha, Nyctiphruretia или того же надсемейства Nycteroleteroidea.

## Описание
Длина черепа около 12 см, общая длина до 120 см. Череп низкий треугольный, с костными разрастаниями в области щёк. Зубы уплощённо-листовидные, с острыми боковыми зазубренными кантами. 
Питался растительностью по берегам водоёмов. Конечности сильные, шея необычно длинная для парарептилий. Вероятно, обладал амфибийной физиологией — без развитого чешуйного покрова. Может быть близок к мелким парейазаврам-элгиниям.